# Olmué
Olmué é uma comuna da província de Quillota, localizada na Região de Valparaíso, Chile. Possui uma área de 231,8 km² e uma população de 14.105 habitantes (2002).